# 家守伸正
家守 伸正 (けもり のぶまさ、1951年4月12日 - ）は、日本の経営者、工学博士。住友金属鉱山社長を務めた。岡山県出身。

## 経歴
大阪大学工学部を経て、1980年に大阪大学院工学部を修了し、同年に住友金属鉱山に入社。2006年に取締役執行役員に就任し、2007年6月には社長に昇格。2013年6月に会長に就任。